# Курты (Витебская область)
Ку́рты (бел. Курты) — деревня в Поставском районе Витебской области Белоруссии. Входит в состав Куропольского сельсовета.

## Этимология
Название происходит с балтийских языков: в литовском kurtis означает «селиться, поселяться»; kurti — «строить». В деревне многие жители имеют фамилию Курто. В Поставском районе также встречаются фамилии Куртин, Куртиновский.

## Административное устройство
Ранее входила в состав Яревского сельсовета. С 7 июля 2023 года входит в состав Куропольского сельсовета.

## География
Расположена в северо-западной части Поставского района в 5 км от города Поставы и в 3 км от агрогородка Хотилы. Находится на реке Ольшанка, которая берёт начало из озера Олься и впадает в реку Мяделка.
На территории деревни осуществляет свою деятельность сельскохозяйственное предприятие ОАО «Хотилы-Агро». Расположены 3 фермы.

## Транспорт

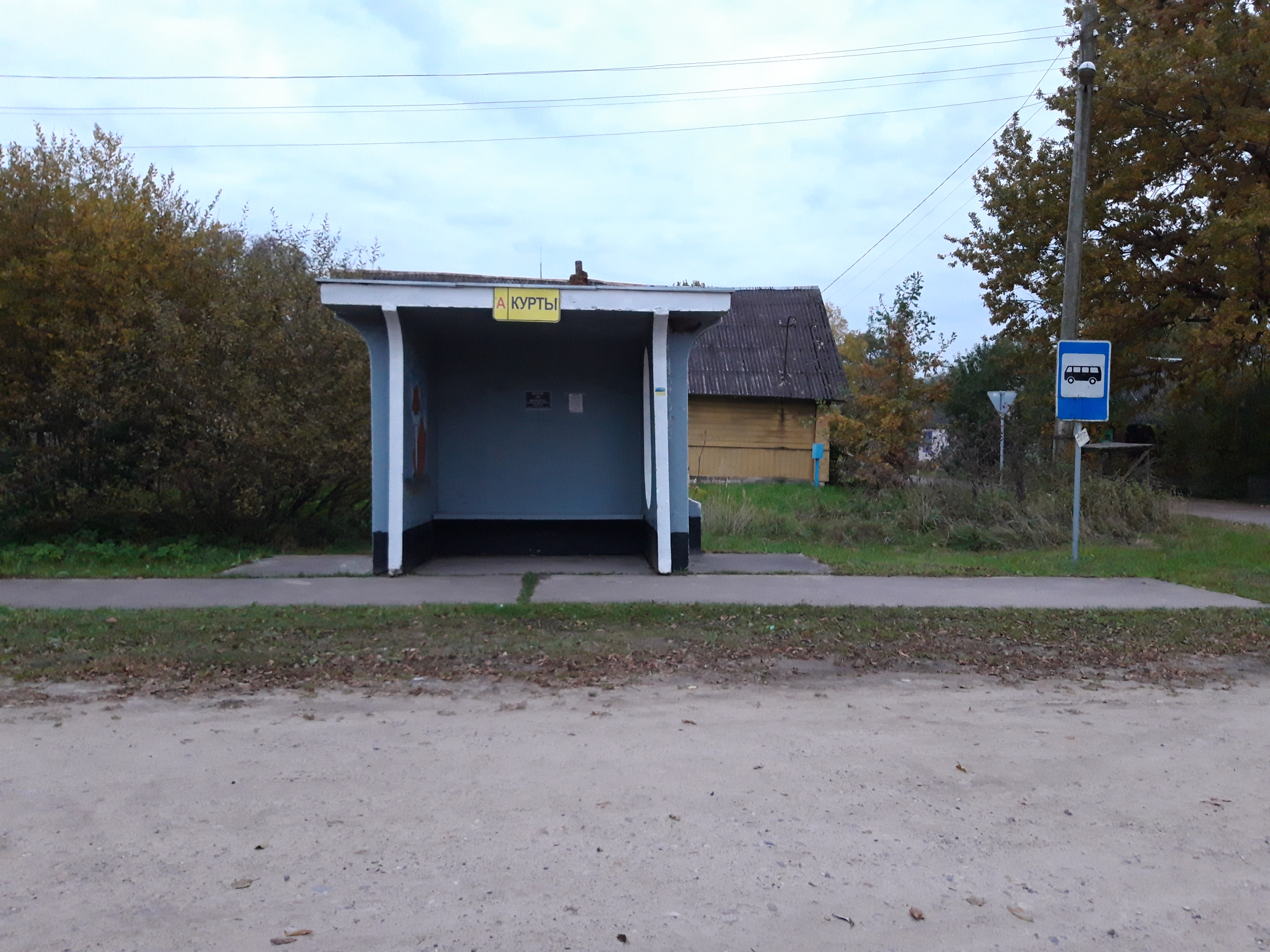
Остановочный пункт д. Курты

Транспортное сообщение с районным центром осуществляется автобусным маршрутом «Поставы-Козьяны».
Деревня обслуживается автомагазином Поставского филиала Витебского областного потребительского общества два раза в неделю.

## Население
В 2009 году проживало 55 человек.
По данным 2021 года, в деревне проживает 30 человек.

## История
В 1649 году составе местечка Задзевье. На тот момент проживало 9 жителей, имели 4 волоки земли.
В 1873 году деревня в Ясевской волости Свенцянского уезда Виленской губернии, 55 жителей.
В 1905 году проживало 246 жителей.
С 1921 года — в составе Виленского воеводства Польши (II Речь Посполитая).
С сентября 1939 года деревня была присоединена к БССР силами Белорусского фронта РККА.
С 1940 года — в Свилельском сельсовете Дуниловичского района Вилейской области БССР. В составе колхоза «Светлый путь».
В 1954 году — 54 хозяйства, в колхозе имени Мичурина (в настоящее время переименовано в ОАО «Хотилы-агро»).
В 1963 году —62 двора, 189 жителей, магазин, начальная школа.
С 20.11.1970 года — в Яревском сельсовете.
В 2001 году — 39 дворов, 84 жителя, ферма колхоза имени Мичурина (в настоящее время переименовано в ОАО «Хотилы-агро»).

## Известные жители
- Курто Валерий Валерьянович — оператор фермы колхоза имени Мичурина. Награждён Орденом Трудовой Славы II степени и III степени (1985 год).
- Курто Франц Иосифович — тракторист колхоза имени Мичурина. Награждён Орденом Трудовой Славы II степени (1986 год) и III степени (1975 год).